# Tellinoidea
Die Tellinoidea sind eine sehr artenreiche Überfamilie von im Meer lebenden Muscheln aus der Ordnung der Cardiida. Die Überfamilie Tellinoidea tritt erstmals in der Obertrias auf.

## Merkmale
Die gleichklappigen Gehäuse sind klein bis mittelgroß. Sie sind im Umriss überwiegend gerundet-dreieckig, mehr oder weniger deutlich quer-eiförmig oder querhochelliptisch, auch annähernd querrechteckige Formen kommen vor. Die Gehäuse sind oft annähernd gleichseitig oder auch stark ungleichseitig. die Wirbel können vor oder hinter der Mittellinie sitzen. Die Wirbel sind vergleichsweise klein, flach und wenig hervortretend. Sie sind nur wenig nach vorn eingerollt, bei einigen Gruppen auch nach hinten eingerollt. Das Schloss besteht aus zwei Hauptzähnen in jeder Klappe und einigen Lateralzähnen, die aber auch reduziert sein können oder auch fehlen. Das Ligament liegt extern auf Nymphen hinter den Wirbeln. Bei einigen Gruppen tritt zusätzlich noch ein inneres, dreieckiges Resilium auf. Die Mantellinie ist immer mehr oder weniger stark eingebuchtet. Die beiden Schließmuskeln sind meist in etwa gleich groß, haben aber häufig einen sehr unterschiedlichen Umriss. Die Siphonen sind getrennt. Außerdem sind kreuzförmig angelegte Siphonalretraktormuskeln vorhanden.
Die aragonitische Schale ist meist dünn und eher spröde. Sie besteht aus einer äußeren Lage mit prismatischen Mikrostrukturen, einer mittleren Lage bestehend aus Kreuzlamellen und einer inneren Schicht aus komplexen Kreuzlamellen oder einer homogenen Schicht.
Die Oberfläche ist glatt oder häufig nur mit schwachen randparallelen Anwachsstreifen versehen, die selten rippenartig verstärkt sind. Dagegen kommen oft radial angelegte Farbmuster vor. Das Periostracum ist häufig nur ein dünner, organischer Überzug, der leicht abblättert oder aberodiert wird.

## Geographische Verbreitung, Lebensraum und Lebensweise
Die Überfamilie ist weltweit verbreitet. Der Schwerpunkt der Diversität liegt jedoch in den wärmeren Meeren.
Die meisten Arten der Tellinoidea sind aktive, grabende Suspensionsfiltrierer in Weichböden, oder sie pipettieren die Sedimentoberfläche mit Hilfe des Einströmsipho ab. Die meisten Arten leben in flachmarinen Bereichen.

## Taxonomie
Das Taxon wurde 1814 von Henri Marie Ducrotay de Blainville als tellinacées begründet. Das Taxon wurde auch nach der Latinisierung de Blainville zugeschrieben, sodass de Blainville auch nach den heutigen Nomenklaturregeln als Autor des Taxons gilt. Der Name ist nun als Überfamilienname, Familienname und Unterfamilienname sowie als Tribusname verfügbar. Die MolluscaBase akzeptiert das Taxon als gültig.
- Tellinoidea Blainville, 1814
  - Koffermuscheln (Donacidae Fleming, 1828)
  - Icanotiidae Casey, 1961 †
  - Sandmuscheln (Psammobiidae Fleming, 1828)
  - Quenstedtiidae Cox, 1929 †
  - Pfeffermuscheln (Semelidae Stoliczka, 1870 (1825))
  - Solecurtidae d’Orbigny, 1846
  - Sowerbyidae Cox, 1929 †
  - Tancrediidae Meek, 1864 †
  - Tellmuscheln (Tellinidae Blainville, 1814)
  - Unicardiopsidae Chavan, 1969 †